# Мельгар, Сантьяго
Сантья́го Мельга́р Мельга́р (исп. Santiago Melgar Melgar; род. 4 июня 2005) — боливийский футболист, полузащитник клуба «Ориенте Петролеро».

## Клубная карьера
Мельгар — воспитанник клуба «Ориенте Петролеро». 13 июля 2024 года в матче против «Сан-Антонио Було» он дебютировал в боливийской Примеры.

## Международная карьера
В 2025 году Мельгар в составе молодёжной сборной Боливии принял участие в молодёжном чемпионате Южной Америки в Венесуэле. На турнире он сыграл в матче против команды Эквадора.